# Hesperapis rufiventris
Hesperapis rufiventris là một loài ong trong họ Melittidae. Loài này được Friese miêu tả khoa học đầu tiên năm 1912.